# Ensemble T-p
En physique statistique, l'ensemble « T-p » est un ensemble statistique parfois considéré dans certains cas, bien qu'il soit moins connu que les trois ensembles couramment considérés (microcanonique, canonique et grand-canonique). Il s'agit de l'ensemble associé à un système en contact avec un réservoir supposé infini d'énergie (ou thermostat) mais également de volume, le nombre de particules N restant fixé. Le système se voit alors imposer sa température T et sa pression p par le réservoir et les grandeurs d'état du système sont alors T, p et N, plutôt que T, V et N dans le cas canonique.
Comme le volume V varie de façon continue, il faut considérer la densité de probabilité {\displaystyle w_{\ell }^{T-p}(V)} telle que {\displaystyle w_{\ell }^{T-p}(V)dV} corresponde à la probabilité de trouver le système dans le micro-état {\displaystyle (\ell )} d'énergie {\displaystyle E_{\ell }(V)} et avec un volume compris entre V et V + dV. Il est possible de montrer que
où {\displaystyle \beta =1/{k_{B}t}} et {\displaystyle {\bar {Z}}} est la « fonction de partition T-p » donnée par,
Il est alors possible de définir l'enthalpie libre {\displaystyle G(T,p)=-k_{B}T\ln {\bar {Z(T,p)}}} du système et de montrer les relations suivantes :
- volume moyen du système {\displaystyle \langle V\rangle ={\frac {\partial G}{\partial p}}} ;
- entropie du système {\displaystyle S=-{\frac {\partial G}{\partial T}}} ;
- énergie moyenne {\displaystyle \langle E\rangle +p\langle V\rangle =G-T{\frac {\partial G}{\partial T}}}.

À la limite thermodynamique, {\displaystyle \langle E\rangle } et {\displaystyle \langle V\rangle } s'assimilent respectivement à l'énergie interne U et au volume V du système, il vient alors la relation {\displaystyle G=U+pV-TS}, qui peut se réécrire {\displaystyle G=H-TS} en introduisant l'enthalpie {\displaystyle H=U+pV} du système, d'où le nom donné à G par analogie à l'énergie libre de Gibbs définie dans le cadre de l'ensemble canonique, {\displaystyle F=U-TS}.